# Batida

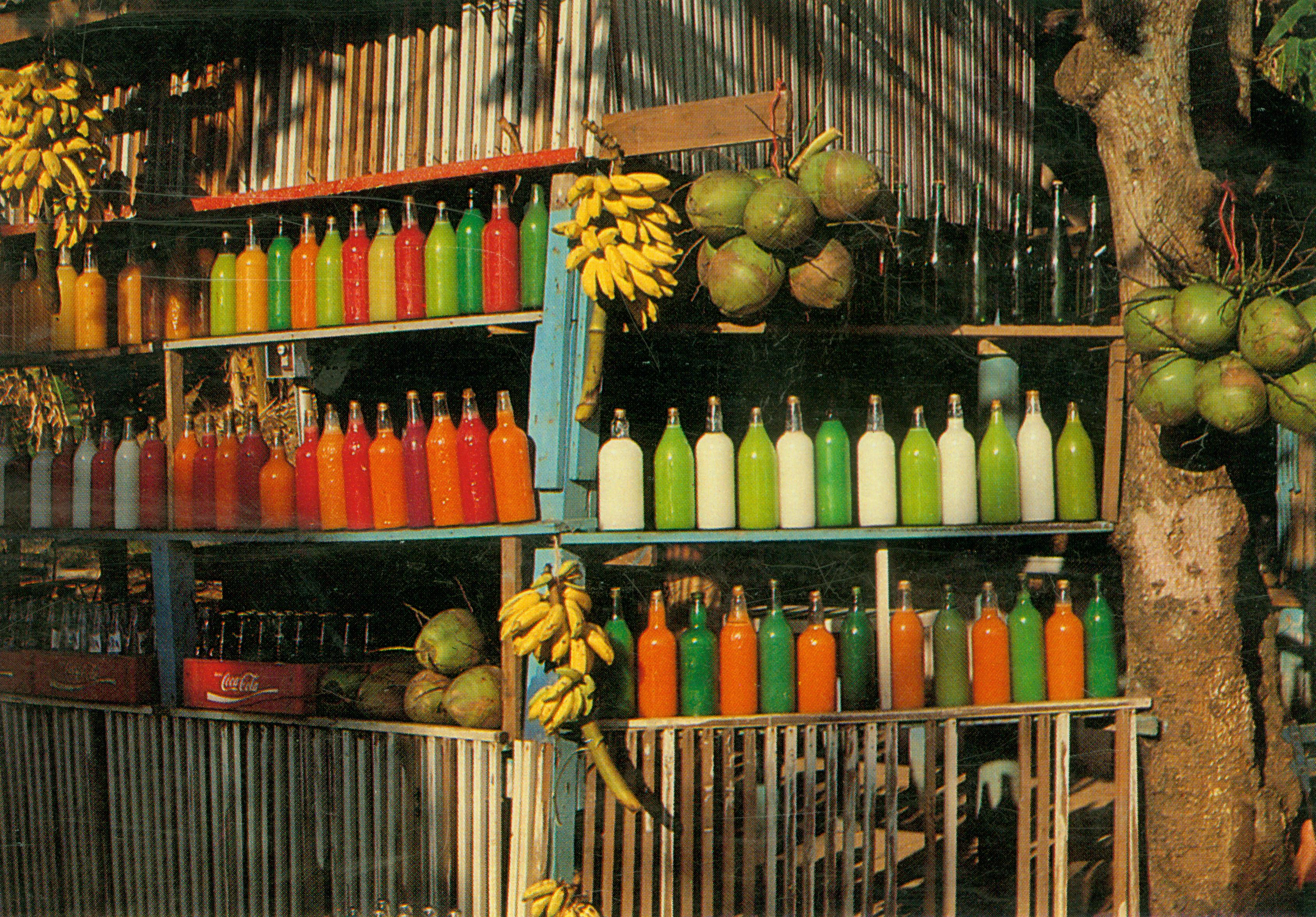
Flaschen mit verschiedenen Batidas in Bahia

Batida ist die portugiesisch-brasilianische Bezeichnung für eine Gruppe von alkoholischen Cocktails. Das Wort leitet sich von Portugiesisch „bater“ (schlagen) ab. Ein Batida besteht immer aus Cachaça (weißem Zuckerrohrschnaps), Fruchtsaft oder -mark, Rohrzucker und meist auch etwas Wasser. Eisgekühlt dient er als Aperitif, meist im Eingangsbereich eines Restaurants in großen Karaffen angeboten.
Während in Europa meist nur der Batida de Côco, ein vom Cachaça-Hersteller Mangaroca industriell hergestellter Kokosnuss-Likör, bekannt ist, werden Batidas in Brasilien typischerweise frisch zubereitet.
Häufiger anzutreffende Varianten sind
- Batida de Côco – mit Kokosmilch und gezuckerter Kondensmilch hergestellt
- Batida de Maracujá – mit dem Saft der Passionsfrucht
- Batida de Limão – mit Zitrone, auch Batida Paulista nach der Stadt São Paulo genannt, der fruchtfleischlose Prototyp der in Europa bekannteren Caipirinha
- Batida de Mel – mit Limettensaft und Honig
- Batida de Manga – mit pürierter Mango
- Batida de Cajú – mit der etwas holzig schmeckenden Frucht des Cashewbaumes

Die Mischung des pur sehr starken Cachaça, insbesondere die Batida de Limão, wurde einst als Vacina de Pobre – Impfstoff der Armen bezeichnet.